# 丹波篠山市立篠山小学校

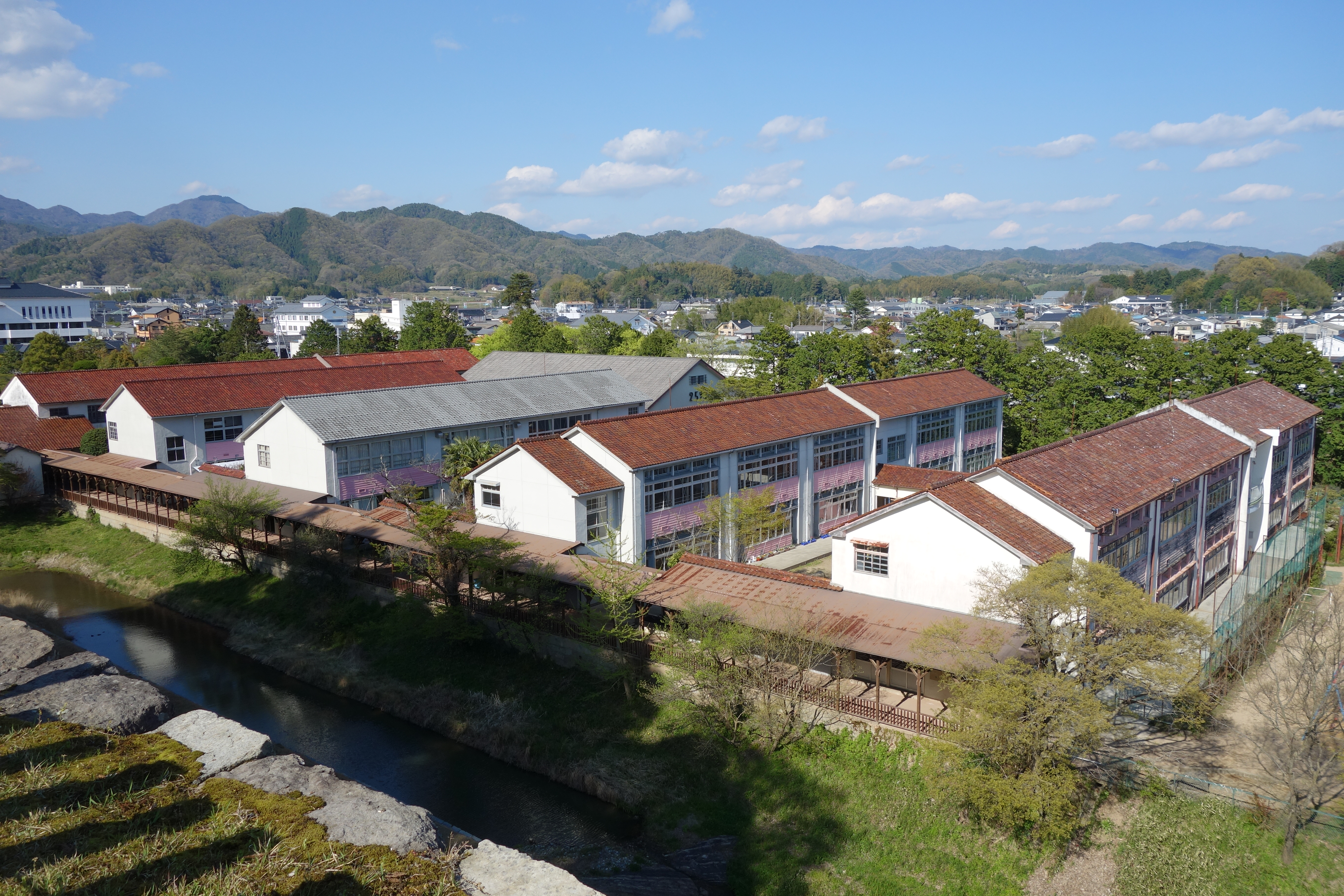
篠山城址・天守台から

丹波篠山市立篠山小学校（たんばささやましりつ ささやましょうがっこう）は、兵庫県丹波篠山市北新町にある公立小学校。
篠山城跡の東半を敷地とし、木造の校舎群が残っている。

## 沿革
- 1873年（明治6年）4月20日 - 知新館として、魚屋町誓願寺内に開校。
- 1875年（明治8年） - 篠山小学校と改称し、篠山城跡大書院へ移転。
- 1891年（明治24年） - 篠山町立尋常小学校と改称。
- 1910年（明治43年） - 三の丸東の現在地に新校舎が完成し、移転。
- 1941年（昭和16年）4月1日 - 国民学校令により、篠山国民学校と改称。
- 1947年（昭和22年）4月1日 - 学制改革により、篠山町立篠山小学校と改称。
- 1999年（平成11年）4月1日 - 多紀郡4町統合による篠山市発足に伴い、篠山市立篠山小学校と改称。
- 2019年（令和元年）5月1日 - 篠山市が丹波篠山市に名称変更したことに伴い、丹波篠山市立篠山小学校に改称[2]。

## 通学区域
- 丹波篠山市
  - 東新町、西新町、南新町、北新町、乾新町（220番地6、220番地8及び220番地9を除く）、山内町、河原町、小川町、立町、呉服町、二階町、魚屋町、西町、東岡屋711番地、黒岡75番地

卒業生は基本的に丹波篠山市立篠山中学校へ進学する。

## 併設施設
- 丹波篠山市立篠山幼稚園

## 周辺
- 篠山城跡
  - 大書院
  - 青山神社
- 丹波篠山市役所
- 篠山郵便局
- 大正ロマン館
- 丹波篠山市立田園交響ホール

## アクセス
- ウイング神姫（旧神姫グリーンバス） 二階町バス停から南へ400m

## 著名な出身者
- 長島徹 - 元帝人社長、元経済同友会副代表幹事
- 畑佳秀 - 日本ハム社長、北海道日本ハムファイターズオーナー

## 通学区域が隣接している学校
- 丹波篠山市立城北畑小学校
- 丹波篠山市立八上小学校
- 丹波篠山市立城南小学校
- 丹波篠山市立岡野小学校